# Jan Arvid Hellström
Jan Arvid Hellström, född 30 augusti 1941 på Öckerö i Göteborgs och Bohus län, död 29 december 1994 i Växjö, var biskop i Växjö stift och professor i kyrko- och samfundsvetenskap vid Uppsala universitet. Han var även romanförfattare, lyriker, hymnolog, bokförläggare, psalm- och visdiktare samt aktiv frimurare i SFMO. En bibliografisk förteckning är utarbetad av Olle Wingborg på uppdrag av Smålands Akademi och utgiven av Växjö Stiftssamfällighet 1996.

## Biografi
Hellström var son till prosten Arvid Hellström och Andrea Hellström (född Larsson). Han studerade teologi i Lund och prästvigdes 1964. Han tjänstgjorde sedan i Göteborgs stift samtidigt som han forskade. År 1971 blev han teologie doktor och docent i praktisk teologi vid Lunds universitet. År 1984 utnämndes han till professor i kyrko- och samfundsvetenskap vid Uppsala universitet och 1991 tillträdde han som biskop i Växjö stift.
Hellström var gift med Lena Hellström (född Danielsson), sångerska och sjuksköterska samt dotter till domkyrkokomminister G.K. Danielsson i Kalmar och Agnes Rosberg. Tillsammans fick de barnen Johan Hellström (född 1966), Thomas Hellström (född 1967) och Anna Hellström (född 1970).
Hellström författade ett stort antal romaner samt flera psalmer, varav två originalverk finns med i 1986 års psalmbok (nummer 85 och 473); därtill bearbetade och översatt han 14 psalmer (nummer 138, 142, 160, 241, 242, 244, 270, 294, 355, 416, 424, 513, 534 och 554). Han finns också representerad i Verbums psalmbokstillägg 2003 och Psalmer i 90-talet. Jan Arvid Hellström var även en av förgrundsfigurerna när det gällde den nya andliga visan. I dessa sammanhang, liksom i medialt brevväxlingsutbyte, samarbetade han med den frikyrkligt engagerade musikprofessorn, tonsättaren och visförfattaren Göte Strandsjö.
Hellström omkom 1994 i en bilolycka i vinterväglag på riksväg 25 mellan Hovmantorp och Furuby på väg hem efter en sammankomst i Frimurarorden i Kalmar. Med i olycksbilen var Jan Arvid Hellströms företrädare på biskopsstolen i Växjö, Sven Lindegård, och journalisten Bo J Pettersson på Smålandsposten, vilka också omkom i olyckan.

### Skönlitteratur
- Guds oas (1975)
- Herr Jakobs nya ögon (1978)
- Jamaica farväl (1978)
- Ulven (1984)
- Gode Vite Hövding (Om Nya Sverige 1642–1643) (1987)
- Indiansommar (Om Nya Sverige 1644–1646) (1988)
- Svanens sång (Om Nya Sverige 1647–1655) (1989)
- Bilder. Fyra herdabrev om bild och verklighet (1992)
- Änglarnas fall. En berättelse från katarernas Languedoc i det trettonde århundradet (utgiven postumt)  (1995)

### Kyrkohistoria
- En resa till medeltiden (1973)
- Kyrkofursten som blev klosterbroder (1982)
- "åt alla christliga förvanter" (1987)
- Vägar till Sveriges kristnande (utgiven postumt) (1996)

### Lyrik
- Ande, vind och liv (1970)
- När du kommer (1974)
- Din ande skiner (1980)

### Psalmer, egna och bearbetade äldre texter
- Bort med tanken, sorgsna hjärta (1986 nr 241) bearbetad 1983
- Du räckte ut din hand, jag såg och trodde
- För hela världen vida (1986 nr 416) bearbetad 1980
- Himlar och rymder (Herren Lever 1977)  nr 805 bearbetning av Sigbert Axelssons text Hej himlarymder
- Jag höja vill till Gud min sång (1986 nr 424) bearbetad 1981
- Jesus, du mitt liv, min hälsa (1986 nr 138) bearbetad 1979
- Jesus, du som själen mättar (1986 nr 355) bearbetad 1979
- Nu vilans dag förflutit (1986 nr 513) bearbetad 1980
- När dagen fylls av fågelsång (nr 754 i Verbums psalmbokstillägg 2003)
- När ingen ljusning alls jag finner (1986 nr 270) bearbetad 1979
- När Jesus kom till oss och gick på jorden
- Skåda, skåda nu här alla (1986 nr 142) bearbetad 1980
- Som mannen och kvinnan (1986 nr 85) skriven 1970
- Säll är den som sina händer (1986 nr 244) bearbetad 1979
- Sörj för mig, min Fader kär (1986 nr 554) bearbetad 1983
- Välsigna, Herre, alla dem (1986 nr 294) bearbetad 1983
- Välsignad är du, Jesus Krist (Psalmer i 90-talet), översatt

### Humoristiska detektivromaner
(Utgivna under pseudonymen Natanael Frid)
- Pastorn blir gift (1974)
- Pastorn på spåret (1976)
- Pastorn och mordet på ärkebiskopen (1981)
- Pastorn klipper till (1990)